# Justus Erich Walbaum

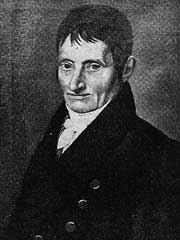
Justus Erich Walbaum

Justus Erich Walbaum (Steinlah, 25 januari 1768 – Weimar, 21 juni 1837) was een Duitse letterontwerper, lettergieter en stempelsnijder.
Hoewel opgeleid als specerijenverkoper en banketbakker in Braunschweig, volgde hij later een opleiding tot matrijzenmaker, stempelsnijder en muziekgraveur. Bladmuziek werd namelijk niet gezet, maar middels kopergravures gedrukt. Hij sneed en perste ook gedenkmunten.
In 1796 kocht Walbaum de lettergieterij van Ernst Wilhelm Kircher in Goslar, waarna de gieterij in 1803 verhuist naar Weimar. Walbaum draagt de gieterij over aan zijn zoon Theodor in 1828. Deze komt twee jaar later om in een ongeval en Justus Erich neemt de leiding weer over.
In 1836 wordt het bedrijf verkocht aan F.A. Brockhaus in Leipzig. Uiteindelijk neemt lettergieterij H. Berthold AG in 1918 de artistieke bezittingen en enkele originele lettermatrijzen over.
Walbaum ontwierp ook Fraktur lettertypen, één daarvan wordt uitgegeven door Linotype met de naam Walbaum Fraktur. Linotype geeft de letterfamilie Walbaum uit in de Linotype Originals letterbibliotheek.